# 郭信良
郭信良（1963年8月20日—），綽號「黑面」，臺灣無黨籍政治人物，曾為民主進步黨籍，現任臺南市議員，曾任臺南市議會議長、副議長。2023年涉嫌貪汙罪遭檢調起訴。

## 生平
郭信良曾任省轄市臺南市議會第14至16屆議員，並任直轄市臺南市議員第1至4屆議員迄今。
2018年，時任副議長的郭信良因未獲民進黨提名角逐議長，故於當日宣誓就職時宣布退黨，並在國民黨和無黨聯盟支持下當選。
2022年，郭信良在國民黨和無黨聯盟支持下競選連任，最終不敵民進黨提名候選人邱莉莉，以21票比36票連任失利。

## 涉嫌案件
2023年7月7日，郭信良涉嫌10年前向某工程公司索賄千萬，台南地檢署於6日傳喚郭信良等10人，並向台南地院聲請羈押禁見郭信良及安南區佃西里長高進見，法官於7日晚間裁定兩人羈押禁見。7月14日，郭信良針對羈押禁見提出抗告，臺灣高等法院臺南分院裁定駁回並諭令不得再抗告。
同年9月偵查結束，郭信良遭檢調起訴，起訴書內顯示郭向廠商勒索1300萬元。郭移審台南地院後，法官晚間裁定郭以150萬元交保。法院一審判刑13年、褫奪公權4年。

## 選舉紀錄
| 年度 | 選舉屆數               | 選舉區           | 所屬政黨   | 得票數 | 得票率 | 當選標記 | 備註 |
| ---- | ---------------------- | ---------------- | ---------- | ------ | ------ | -------- | ---- |
| 1998 | 第十四屆臺南市議員選舉 | 臺南市第五選舉區 | 民主進步黨 | 5,405  | 6.53%  |          |      |
| 2002 | 第十五屆臺南市議員選舉 | 臺南市第五選舉區 | 民主進步黨 | 8,548  | 12.68% |          |      |
| 2005 | 第十六屆臺南市議員選舉 | 臺南市第五選舉區 | 民主進步黨 | 15,044 | 15.24% |          |      |
| 2010 | 第一屆臺南市議員選舉   | 臺南市第十選舉區 | 民主進步黨 | 16,921 | 17.45% |          |      |
| 2014 | 第二屆臺南市議員選舉   | 臺南市第十選舉區 | 民主進步黨 | 18,827 | 19.18% |          |      |
| 2018 | 第三屆臺南市議員選舉   | 臺南市第六選舉區 | 民主進步黨 | 17,663 | 18.56% |          |      |
| 2022 | 第四屆臺南市議員選舉   | 臺南市第六選舉區 | 無黨籍     | 18,922 | 19.86% |          |      |